# 山口市立大内小学校
山口市立大内小学校（やまぐちしりつ おおうちしょうがっこう）は、山口県山口市大内矢田北1丁目にある公立小学校。

## 概要
山口市大内地区は、かつては田園が広がる農村地帯だったが、1970年代 - 1980年代ごろから山口市中心市街地のベッドタウンとして住宅地の開発が進み、人口の増加が著しくなった。そのため、1993年に大内小学校から分離独立し、大内南小学校を開校した。

## 沿革
- 1873年（明治6年）3月 - 現在の光厳寺に問田小学校として開校する。
- 1874年（明治7年） - 御堀小学校、長野小学校、矢田小学校が、それぞれ開校する。
- 1885年（明治18年） - 長野小学校、矢田小学校が合併して双鯉小学校となる。
- 1892年（明治25年）8月 - 問田小学、御堀小学、双鯉小学の各校舎を仮教場とし、大内尋常小学校と改称。
- 1896年（明治29年）11月 - 三教場を廃し、現在地に大内尋常高等小学校を新設。
- 1924年（大正13年）5月 - 植木平之允博士より、理科室と理科実験器具が寄贈される。
- 1941年（昭和16年）4月 - 国民学校令により、大内国民学校と改称する。
- 1947年（昭和22年）4月 - 学校教育法により、大内村立大内小学校と改称する。
- 1955年（昭和30年）4月 - 吉敷郡大内村、小鯖村、仁保村の3村合併による大内町発足により、大内町立大内小学校と改称。
- 1956年（昭和31年） - 創立80周年記念式典挙行に合わせ、大内小学校の校歌が制定される。
- 1961年（昭和36年） - 大内町立東園小学校廃校に伴い、仁保地区の深野と東園を校区に編入する。
- 1963年（昭和38年）5月1日 - 大内町の山口市への合併により、山口市立大内小学校と改称。
- 1967年（昭和42年）5月 - 校旗制定。
- 1970年（昭和45年）7月 - プール竣工。
- 1971年（昭和46年）4月 - 鉄筋2階建て新校舎竣工。
- 1973年（昭和48年）11月 - 創立100周年記念式典挙行し、記念碑建立。
- 1979年（昭和54年）2月 - 鉄筋3階建新校舎増築（現:西校舎）。
- 1981年（昭和56年）4月 - 鉄筋3階建新校舎増築（現:東校舎）。
- 1993年（平成5年）3月 - 人口増加による児童数増加により、山口市立大内南小学校が分離し、開校。
- 1999年（平成11年）12月 - 鉄筋2階建新校舎竣工（現:北校舎）。
- 2006年（平成18年）3月 - 現体育館竣工。
- 2012年（平成24年）12月 - 校舎耐震・改修工事完了。

## 著名な出身者
- 中田敦彦 - YouTuber、お笑いコンビ・オリエンタルラジオのボケ。4年生の時に大阪府高槻市の小学校から転入する[1]。